# Katsutoshi Nekoda
Katsutoshi Nekoda (jap. 猫田勝敏 Nekoda Katsutoshi; ur. 1 lutego 1944 w Hiroszimie, zm. 4 września 1983) – japoński siatkarz, rozgrywający. Trzykrotny medalista olimpijski.
W kadrze debiutował jako osiemnastolatek. Oprócz wywalczenia trzech medali igrzysk olimpijskich – brązu w 1964, srebra w 1968 i złota w 1972 – sięgnął po brązowy medal mistrzostw świata (1970 i 1974) i srebro Pucharu Świata (1969 i 1977). Brał udział w IO 76 (czwarte miejsce), a także mistrzostwach globu w 1966 i 1978.